# أندرو هولم
أندرو هولم (بالإنجليزية: Andrew Holm)‏ (4 نوفمبر 1859 بغلاسكو في المملكة المتحدة - ) هو لاعب كرة قدم بريطاني (وحمل سابقاً جنسية المملكة المتحدة لبريطانيا العظمى وأيرلندا) في مركز الظهير. شارك مع منتخب اسكتلندا لكرة القدم. أما مع النوادي، فقد لعب مع نادي كوينز بارك.

## وصلات خارجية
- أندرو هولم على موقع الاتحاد الإسكتلندي (الإنجليزية)
- أندرو هولم على موقع قاعدة بيانات كرة القدم.إي يو (الإنجليزية)